# Battalion de Brampton
Pour les articles homonymes, voir Battalion.
Le Battalion de Brampton est une franchise de hockey sur glace qui évoluait dans la Ligue de hockey de l'Ontario. Le club déménage à North Bay pour la saison 2013-2014 et devient le Battalion de North Bay.

## Statistiques
| No | Saison    | PJ | V  | D  | N  | DP | DTB | % V | BP  | BC   | Pts | Classement  | Séries éliminatoires          | Entraîneur  |
| -- | --------- | -- | -- | -- | -- | -- | --- | --- | --- | ---- | --- | ----------- | ----------------------------- | ----------- |
| 1  | 1998-1999 | 68 | 8  | 57 | 3  | -  | -   | 198 | 362 | 14   | 19  | 5e Midwest  | non qualifié                  | Stan Butler |
| 2  | 1999-2000 | 68 | 25 | 28 | 11 | 4  | -   | 213 | 226 | 44,9 | 65  | 3e Midwest  | quart de finale de conférence | Stan Butler |
| 3  | 2000-2001 | 68 | 33 | 22 | 9  | 4  | -   | 231 | 210 | 55,1 | 79  | 3e Midwest  | demi-finale de conférence     | Stan Butler |
| 4  | 2001-2002 | 68 | 26 | 35 | 5  | 2  | -   | 215 | 258 | 41,9 | 59  | 5e Midwest  | non qualifié                  | Stan Butler |
| 5  | 2002-2003 | 68 | 34 | 24 | 6  | 4  | -   | 239 | 202 | 54,4 | 78  | 1er Central | demi-finale de conférence     | Stan Butler |
| 6  | 2003-2004 | 68 | 25 | 32 | 9  | 2  | -   | 180 | 221 | 43,4 | 61  | 4e Central  | demi-finale de conférence     | Stan Butler |
| 7  | 2004-2005 | 68 | 33 | 24 | 9  | 2  | -   | 214 | 200 | 55,1 | 77  | 3e Central  | quart de finale de conférence | Stan Butler |
| 8  | 2005-2006 | 68 | 44 | 21 | -  | 1  | 2   | 272 | 222 | 66,9 | 91  | 1er Central | demi-finale de conférence     | Stan Butler |
| 9  | 2006-2007 | 68 | 27 | 36 | -  | 1  | 4   | 214 | 277 | 43,4 | 59  | 4e Central  | quart de finale de conférence | Stan Butler |
| 10 | 2007-2008 | 68 | 42 | 22 | -  | 1  | 3   | 264 | 187 | 64,7 | 88  | 1er Central | quart de finale de conférence | Stan Butler |
| 11 | 2008-2009 | 68 | 47 | 19 | -  | 1  | 1   | 264 | 184 | 70,6 | 96  | 1er Central | finaliste                     | Stan Butler |
| 12 | 2009-2010 | 68 | 25 | 29 | -  | 7  | 7   | 167 | 181 | 47,1 | 64  | 3e Central  | demi-finale de conférence     | Stan Butler |
| 13 | 2010-2011 | 68 | 29 | 32 | -  | 1  | 6   | 190 | 214 | 47,8 | 65  | 3e Central  | quart de finale de conférence | Stan Butler |
| 14 | 2011-2012 | 68 | 36 | 22 | -  | 3  | 7   | 202 | 188 | 60,3 | 82  | 3e Central  | demi-finale de conférence     | Stan Butler |
| 15 | 2012-2013 | 68 | 34 | 25 | -  | 3  | 6   | 193 | 190 | 56,6 | 77  | 2e Central  | quart de finale de conférence | Stan Butler |